# Taiji Kase
Taiji Kase (加 瀬 太 地, 9 de febrer del 1929 - 24 de novembre de 2004) va ser un mestre japonès de Karate Shotokan. Va ser un dels primers mestres responsables de la introducció d'aquest art marcial a Europa, ensenyant karate a França, des de finals de 1960 fins a mitjans dels anys 1980. En els seus anys posteriors va viatjar per tot el món ensenyant karate, conservant París com a residència personal. Kase arribà al 9 dan i posteriorment obtingué el 10è postmortem (màxim grau el qual pot arribar un karateka).

## Joventut
Kase va néixer el 9 de febrer de 1929 a Chiba (Chiba), Japó. Atès que el seu pare - Nobuaki Kase - ostentava el 5è Dan en judo, Taiji començà a aprendre aquesta disciplina abans de complir els 6 anys. Més endavant, en la seva infantesa, va estudiar també les arts de l'aikido i el kendo. Pel 1944, a l'edat de 15 anys, Kase va assolir el rang de 2n Dan de judo i aquest mateix any, va llegir el seu primer llibre sobre karate, escrit pel mestre Gichin Funakoshi la qual cosa li va inspirar a començar l'estudi d'aquest art sota la tutela del mateix Funakoshi i posteriorment amb el seu fill Gigó (o Yoshitaka) Funakoshi, abans de la mort d'aquest últim, el 1945. Es diu que junts van desenvolupar les tècniques de puntades altes que es coneixen avui en dia. A partir d'aquest punt, Genshin Hironishi va prendre la tasca d'ensenyament del Dojo, qui juntament Tadao Okuyama resultà ser una gran influència en l'aprenentatge del jove Taiji. Dels seus quatre instructors, Hironishi va ser qui li va ensenyar per més temps i durar sota la seva tutela sis anys. Per aquest llavors, Kase estava per presentar examen per obtenir el tercer Dan en judo, però va optar per centrar-se en el karate al seu lloc.

## Aprenentatge i aportacions al karate
El març de 1945, durant les etapes finals de la Segona Guerra Mundial, Kase es va allistar a l'Armada Imperial Japonesa i es va unir al cos de soldats kamikaze. No obstant això, la guerra va acabar abans que tingués l'oportunitat de donar la vida pel seu país. Un dels seus biògrafs, Martín Fernández, va escriure: "Solia dir que com podria haver mort a la guerra i no obstant això era viu no tenia motius per estar trist. I així era, perquè sempre el veiem amb un somriure o actitud interior molt especial".
Com el Hombu Dojo (sala principal d'entrenament al DO) Shotokan havia estat destruït pels bombardejos americans, Kase no va poder trobar un altre dojo de karate on entrenar, així que va tornar a l'estudi del judo per un temps. No obstant això, quan els estudiants del shotokan es van reagrupar sota la tutela de Funakoshi, el jove Kase va tornar amb ells.
El 1946, Kase obtingué el 1r Dan en Karate shotokan. Al mateix temps va començar a estudiar economia a la Universitat de Senshu i per 1949 ja era capità de l'equip de karate d'aquesta universitat, alhora que arribava al 3r Dan. Kase es va graduar de la Universitat Senshu el 1951 i es va unir a la recent formada Japan Karate Association (JKA), amb l'objectiu d'esdevenir un instructor de karate professional i va ser l'encarregat de respondre als molts desafiaments fets a la JKA en els seus iniciar la (Posteriorment es convertiria en el cap instructor de la branca europea de la JKA). Una de les seves funcions en la JKA al Japó va ser capacitar els futurs instructors en el kumite (combat), àrea en la qual era famós per la potència, velocitat i varietat de les seves tècniques, entre els seus alumnes més destacats d'aquest període es troben Keinosuke Enoeda i Shirai Hiroshi. Després de la mort de Funakoshi el 1957 i la divisió de la JKA en dos bàndols antagònics (coneguts col·loquialment a occident com Shotokan i Shotokai), [4] Kase mantingué relacions amb ambdues organitzacions.
Dins de les seves grans contribucions al Karate-Do estan: el desenvolupament de les tècniques de colpeig continu amb la mà avançada (Hente i Sente) el perfeccionament de les puntades altes - especialment la puntada Ura mawashi Geri, característica d'aquest estil - i diverses de les aplicacions (bunkai) en els kates, respecte a les tècniques de cops indirectes (haito i Shut), luxacions, enderrocs i immobilitzacions. És de notar que alguns instructors consideren que aquestes tècniques han estat deixades de banda per la majoria d'instructors actuals, a favor de tècniques compatibles amb l'aspecte esportiu del Karate-Do.

## A l'estranger
El 1964, Kase va sortir del Japó per introduir el karate a l'estranger. Aquell any, va ensenyar durant tres mesos a Sud-àfrica i va seguir ensenyant-hi durant el proper any amb Enoeda, Shirai i Hirokazu Kanazawa. De 1965 a 1966, va ensenyar als Estats Units d'Amèrica, Alemanya Occidental, els Països Baixos i a Bèlgica. El 1967 va impartir cursos amb Shirai a Itàlia durant diversos mesos i després va viatjar a França, on es va instal·lar definitivament a París. El 1968, Kase va ser l'entrenador de la Federació Francesa de Karate. Després va passar a ensenyar karate en aquesta mateixa ciutat durant gairebé 20 anys abans de decidir tancar el seu dojo a mitjans de la dècada de 1980. Entre els seus estudiants europeus més destacats van estar Steve Cattle (qui després va fundar l'Acadèmia Anglesa de Shotokan) i per part de França: Henry Plée, Jean Pierre Lavorato i Albert Boutboul, qui és l'actual Cap Instructor de la IKS Kase Ha. Així mateix, durant seva estada a França Kase va escriure llibres sobre la seva particular visió de l'art marcial, incloent: "5 Heian: Kates, Karate, Shotokan" (1974), "18 supérieurs kata: Karate-do Shotokan Ryu" (1982) i "kata-do Karate: 5-Heian, 2-Tekki "(1983).
Després de tancar la seu dojo a França, el sensei Kase va començar a viatjar al voltant del món per ensenyar karate, impartint clíniques i seminaris basats en la seva pròpia visió del Karate-Do: el Karate Shotokan Ryu Kase Ha.

## Últims anys
El 1989, Kase i Shirai fundaren la "World Karate-Do Shotokan Academy" (WKSA, extinta). No obstant el 31 de maig de 1999, Kase va patir un atac de cor del qual se'n sortí (malgrat la seva avançada edat i l'evident sobrepès, comptava encara amb una gran fortalesa i condició física) a l'Hospital Americà de París. Després de la seva recuperació - i en contra de l'opinió mèdica - va tornar a l'ensenyament del karate.
El 6 de novembre de 2004, Kase emmalaltir greument i va ser hospitalitzat. Va tornar a casa més tard i semblava estar recuperant, però en el matí del 19 de novembre la seva dona no el va poder despertar. Kase havia caigut en la inconsciència i va ser portat a l'hospital, però la seva condició es va deteriorar encara més. Va morir a les 5:25 pm del 24 de novembre de 2004, deixant enrere la seva dona, dues filles, la seva mare (de llavors 101 anys) i dos germans. El seu funeral es va celebrar al crematori del cementiri Père Lachaise, París, el 30 de novembre de 2004. Al moment de morir, el Sensei Kase tenia el grau de 9è dan, màxim grau que pot obtenir un karateka en vida, posteriorment en postmortem se li va obsequiar amb el 10è dan.